# 俄式婚礼

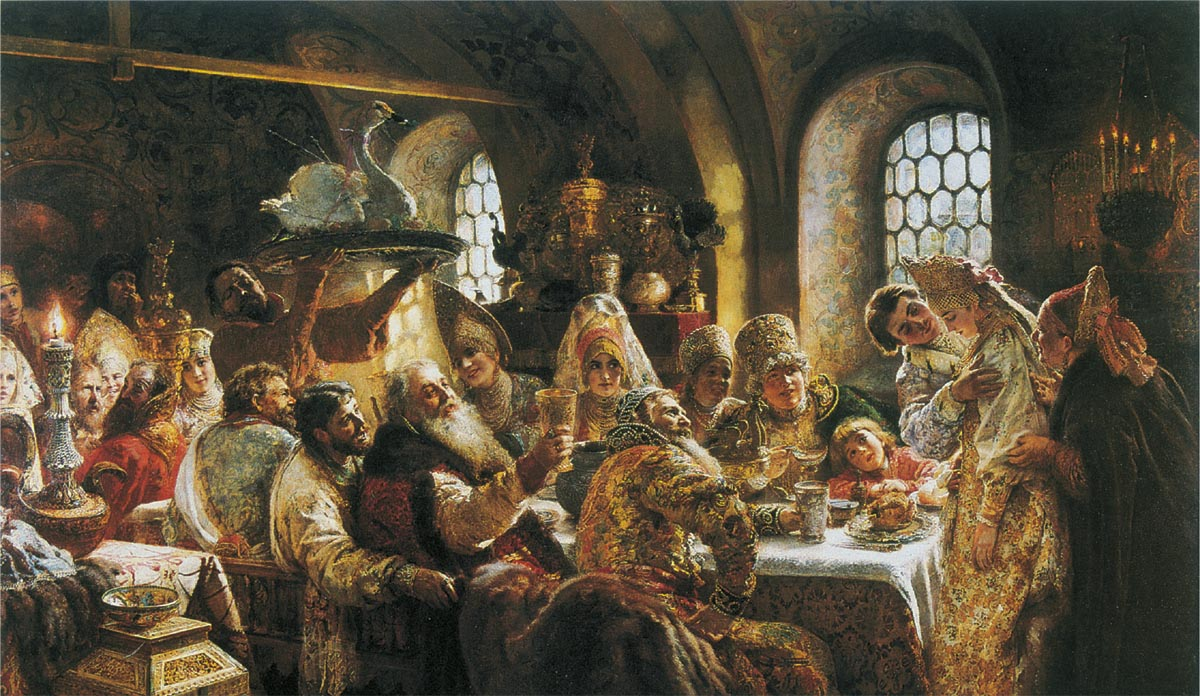
康斯坦丁·马科夫斯基 - 十七世纪贵族家庭的婚礼盛宴, 1883

俄式婚礼（русские свадебные обряды ）是俄國家庭仪式中重要的一种。婚礼由很多步骤组成，包括婚礼歌曲，哭喊，以及其他一些新娘，伴郎，伴娘等应该完成的仪式，礼节。俄罗斯的婚礼在不同的地方区别非常大。在北方，婚礼的声乐部分基本上是由哭诉歌构成的；而在南方，则基本上是一些欢快的歌曲，而哭诉歌的地位则更正式。但婚礼中的歌曲，仪式不是随便的，从整体上来说婚礼的组织是非常严格和有逻辑性的。不同的婚礼仪式在基本的步骤上是大致一样的。

## 做媒
通常是由未婚夫的亲属做媒 - 父亲，兄弟，等等（很少有母亲），然而，也可以不由亲属说媒。在说媒之前双方父母要先达成一定的协议（意向）。
媒人首先要去未婚妻家去表明自己的身份。在乌里扬诺夫斯克州媒人常常坐在顶梁下，而在瓦洛加州他通常要敲灶门。
通常媒人不直接谈起自己此行的目的，而是讲一些婚礼说辞。而女方的父母则以同一种方式回答他。这样做是为了防止不良骚扰。通常说辞如下：

- У вас есть цветочек, а у нас есть садочек. Вот нельзя ли нам этот цветочек пересадить в наш садочек?

（我们这儿有鲜花，你们那里有花园，可不可以将我们的花栽在你们家？）

- Молодой гусачок ищет себе гусочку. Не затаилась ли в вашем доме гусочка?

（年轻的公鹅在找她的小母鹅，母鹅是不是藏在你们家哟？）

- Есть у нас гусочка, но она ещё молоденька.

（我们这里有母鹅，可是她还很小啊。）

女方家长第一次必须回绝，哪怕他们有这个意向（嫁出女儿），而媒人必须多次劝说他们。
在说媒之后女方家长给每人一个答复。而姑娘本人的同意是不必的（若家长问到姑娘了，那也是据于形式礼节上的），有时甚至说媒时姑娘也不必在场。

## «实地考察»
在说媒之后的几天里女方家长（若姑娘为孤儿，则由其亲戚代之）到男方家来看他们家里的经济状况。这是婚礼仪式过程中最“功利”的部分，这部分没有一个专门的仪式。
由于新郎必须保证新婚家庭的经济来源，所以女方家长一般会很仔细的考察男方的经济状况。一般最低的要求是男方家必须要有足够多的家畜，面包，衣裳和餐具。
有时在考察之后女方家长会拒绝男方的联姻要求。

## 通知婚礼
若在考察之后女方家长同意了这门婚事，那么就要安排一天（比如说媒完两周之后）公开宣布并达成一些安排。在不同的习惯里这天有不同的称呼（相当于汉语里的“订婚”）：«своды»，«сговор»， «запой»，«пропой»—（由俄语单词“唱歌”而来） «заручины», «запоруки» — 由«ударить по рукам», «просватанье»而来，等等。但按照每种习俗从这天两家都要开始准备婚礼了（只有很少情况下可以突然宣布中止准备婚礼：比如说新娘死了）。
«订婚»仪式在未婚妻家中举行。通常要邀请村里面的男女老少参加，因为订婚仪式是在察看未婚夫家庭情况之后举行的。仪式过后几天订婚的消息就会传遍全村。
在订婚仪式上宾客们会举行各种娱乐活动。男女方家长必须讲好一些事宜，诸如：婚礼日期，谁当伴娘等等。

### 俄罗斯北方的风俗
在俄罗斯北方把订婚称为«запоруки», «заручины»。订婚时未婚夫与媒人都要参加。
在北方新娘的订婚仪式是整个婚礼仪式中最有意思的。即使未婚夫是她的的意中人，未婚妻也要大声唱哭诉歌。除此之外，新娘还要完成一些仪式上的动作，比如，她必须吹灭圣像前面的蜡烛。有时未婚妻会从家中逃跑，或躲到什么地方。当未婚妻被带到父亲面前时，她通常会挣脱逃跑，而其女伴必须将其抓住送到父亲身旁。
然后仪式会进行到整天中最重要的一步：«завешивание»。未婚妻的父亲用纱巾将新娘遮住，这次之后未婚妻必须停止挣扎逃脱 （该步进行的地方可能在房子里面也可以在房子外面）。
最后未婚妻开始唱送别曲，未婚夫与媒人不用等到她哭完便可以离开。

## 准备举行婚礼
接下来就是要进行的是要准备嫁妆，这一阶段在某些风俗中称为«неделя»（俄语“一星期”的意思，虽然它有可能不仅仅持续一周）。按北方的风俗这段时间新娘是要哭诉的，而按南方的风俗则每天晚上新郎和他的朋友都要到新娘家去唱歌，跳舞等等（在俄语中称作«посиделки»，«вечорки»）。
在 «неделя»里新郎必须每次带着礼物去新娘家，如果是在北方，则«неделя»常常是伴随着新娘的哭诉度过的。

### 嫁妆
新娘在朋友的帮助下必须为自己的婚礼准备相当丰厚的嫁妆，嫁妆通常是新娘早就用自己的双手做好的。
嫁妆通常有床上用品（被褥，枕头，毯子），

## 婚礼的前夜
婚礼的前夜新娘必须完成以下事项（虽然具体的安排还是有些不同，比如在有的地方新娘必须要去公墓，但是还是有一些共同的传统流程）：

### 洗浴
前夜新娘的沐身是所有风俗中必须的。不过沐浴可以在婚礼前夜，也可以在婚礼当前早上完成。新娘通常要与朋友们或者是父母一起去沐浴。
沐浴时常常伴随有专门的音乐与祝福词。在沐浴中有一些很特别的过程，其中的一些常常被认为是有魔力的。比如在伏尔加格勒州新娘沐浴时常常会请来女巫，她会将新娘的香汗收集在一个小瓶子中，在婚礼中会掺入新郎的啤酒中让其喝掉。

### 妇女们的聚会
在婚礼前通常会叫来妇女们和新娘见面。因为这是在婚礼仪式中她们最后一次见到新娘的机会，稍后就要举行新娘与她女伴们告别仪式。
在聚会上要到达婚礼中的第二个关键性的时刻 - 由新娘的女伴松开她的发辫。松开发辫意味着少女时代的终结。在一些地方的风俗中在松开发辫时要解开新娘辫子上的红丝带（Красная красота）。

## 参阅
- （页面存档备份，存于）
- （页面存档备份，存于）